# Nokia Lumia 730

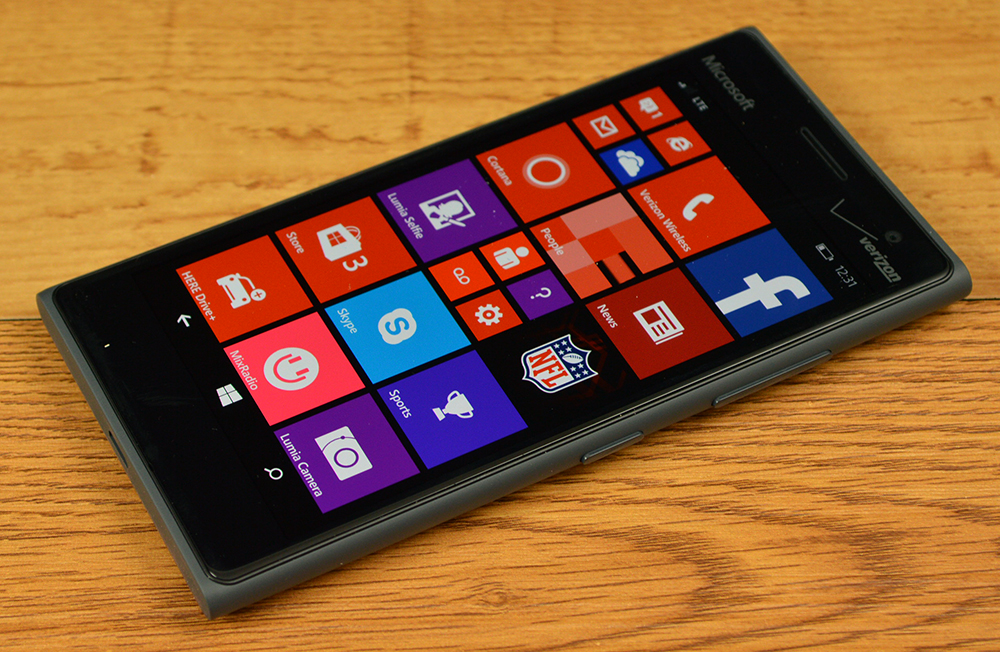
Nokia Lumia 735

De Nokia Lumia 730 is een smartphone van het Finse bedrijf Nokia. Het is Nokia's eerste midrangetoestel met Windows Phone 8.1, gevolgd door een update naar Windows 10 Mobile begin 2016.
De Lumia 730 was beschikbaar in vier verschillende kleuren.

## Nokia Lumia 735
De Nokia Lumia 735 is een 4G variant van de Lumia 630. Daardoor verliest het wel de dual sim optie die beschikbaar was bij de Lumia 730. Verder zijn de toestellen vrijwel identiek. De Lumia 735 was beschikbaar in dezelfde vier kleuren.

## Draadloos opladen
De Nokia Lumia 735 bevat de technologie voor draadloos opladen, en is daarmee een van de eerste smartphones die de mogelijkheid heeft om dat te kunnen. Er wordt gebruik gemaakt van de technologie van Qi.

## Root access
In 2015 werd er door ethisch hacker Rene Lergner, beter bekend onder alias Heathcliff74, een hack ontwikkeld waardoor tweede generatie Lumia's met Windows Phone 8 konden worden geroot. Deze versie was nog niet compatibel met de Lumia Icon en Lumia 1520. Ook nieuwere Lumia's werkten niet. Via een applicatie genaamd Windows Phone Internals kon de bootloader worden ontgrendeld en werd het dus mogelijk om niet-geautoriseerde code uit te voeren. De ontdekkingen werden goed ontvangen door anderen, zo konden er aanpassingen gemaakt worden. Begin 2018 werd versie 2 uitgebracht die ook werkte met Windows 10 Mobile en de nieuwere Lumia's. Deze versie werd later open source.

## Specificaties
| Modellen                 | Modellen                      | Lumia 730                           | Lumia 735                           |
| Introductie              | Introductie                   | 4 september 2014                    | 4 september 2014                    |
| Originele OS versie      | Originele OS versie           | Windows Phone 8.1 Update 1          | Windows Phone 8.1 Update 1          |
| Hoogste OS versie        | Officieel                     | Windows 10 Mobile (1607)            | Windows 10 Mobile (1607)            |
| Hoogste OS versie        | Insider previews              | Windows 10 Mobile (1709)            | Windows 10 Mobile (1709)            |
| Productie codenaam       | Productie codenaam            | RM-1040                             | RM-1038/1039/1041/1078              |
| Specificaties            | Specificaties                 | Lumia 730                           | Lumia 735                           |
| Afmetingen               | hoogte                        | 134,7 mm                            | 134,7 mm                            |
| Afmetingen               | breedte                       | 68,5 mm                             | 68,5 mm                             |
| Afmetingen               | dikte                         | 8,7 mm                              | 8,9 mm                              |
| Gewicht (g)              | Gewicht (g)                   | 130,4 g                             | 134,3 g                             |
| Volume (cm3)             | Volume (cm3)                  | 80,3 cm3                            | 82,4 cm3                            |
| Kleuren achterkant       |                               |                                     |                                     |
| Kleuren voorkant         |                               |                                     |                                     |
| Verwijderbare achterkant | Verwijderbare achterkant      | Ja                                  | Ja                                  |
| Scherm                   | Scherm                        | Lumia 730                           | Lumia 735                           |
| Diagonaal (inch)         | Diagonaal (inch)              | 4,7" (11,94 cm)                     | 4,7" (11,94 cm)                     |
| Resolutie (pixels)       | Resolutie (pixels)            | 720×1280                            | 720×1280                            |
| Pixel dichtheid (ppi)    | Pixel dichtheid (ppi)         | 316                                 | 316                                 |
| Schermafmetingen         | hoogte                        | 103,0 mm                            | 103,0 mm                            |
| Schermafmetingen         | breedte                       | 58,0 mm                             | 58,0 mm                             |
| Screen-to-body-ratio     | Screen-to-body-ratio          | 64,53%                              | 64,53%                              |
| Kleurweergave            | Kleurdiepte                   | TrueColor 24-bit (16777216 kleuren) | TrueColor 24-bit (16777216 kleuren) |
| Kleurweergave            | DCI-P3-kleurruimte            | Nee                                 | Nee                                 |
| ClearBlack polarizer     | ClearBlack polarizer          | Ja                                  | Ja                                  |
| Glance scherm            | Glance scherm                 | Nee                                 | Nee                                 |
| Gorilla Glass            | Gorilla Glass                 | Gorilla Glass 3                     | Gorilla Glass 3                     |
| On-screen taakbalk       | On-screen taakbalk            | Ja                                  | Ja                                  |
| Super Sensitive Touch    | Super Sensitive Touch         | Ja                                  | Ja                                  |
| Technologie              | Technologie                   | OLED                                | OLED                                |
| Verversingssnelheid      | Verversingssnelheid           | 60 Hz                               | 60 Hz                               |
| Geheugen/Processor       | Geheugen/Processor            | Lumia 730                           | Lumia 735                           |
| RAM                      | RAM                           | 1 GB                                | 1 GB                                |
| Opslag                   | Opslag                        | 8 GB                                | 8 GB                                |
| Uitbreidbaar             | Uitbreidbaar                  | microSD, tot 128 GB                 | microSD, tot 128 GB                 |
| Processor                | System-on-a-chip              | Qualcomm Snapdragon 400 MSM8926     | Qualcomm Snapdragon 400 MSM8926     |
| Processor                | Bit                           | 32 bit                              | 32 bit                              |
| Processor                | Cores                         | Quad core                           | Quad core                           |
| Processor                | Productie-procedé             | 28 nm                               | 28 nm                               |
| Processor                | ARM-instructieset             | v7                                  | v7                                  |
| Processor                | Kloksnelheid per core (GHz)   | 1,2                                 | 1,2                                 |
| GPU                      | GPU                           | Adreno 305                          | Adreno 305                          |
| Connectiviteit           | Connectiviteit                | Lumia 730                           | Lumia 735                           |
| Netwerken                | GSM                           | 850/900/1800/1900                   | 850/900/1800/1900                   |
| Netwerken                | UMTS                          | Band 1/2/5/8                        | Band 1/2/4/5/8                      |
| Netwerken                | LTE Advanced                  | Geen 4G                             | Band 2/3/4/5/7/13/17/20/25/26/41    |
| Bluetooth                | Bluetooth                     | 4.0                                 | 4.0                                 |
| Wifi                     | Wifi                          | b/g/n                               | b/g/n                               |
| NFC                      | NFC                           | Ja                                  | Ja                                  |
| Gps                      | Gps                           | Ja                                  | Ja                                  |
| GLONASS                  | GLONASS                       | Ja                                  | Ja                                  |
| Sim                      | Aantal Sims                   | 2                                   | 1                                   |
| Sim                      | Grootte                       | Micro-Sim                           | Nano-Sim                            |
| Connectoren              | Audio                         | 3,5mm audio jack                    | 3,5mm audio jack                    |
| Connectoren              | Opladen/Gegevensoverdracht    | USB Micro-B 2.0                     | USB Micro-B 2.0                     |
| Connectoren              | Video                         | Nee                                 | Nee                                 |
| FM Radio                 | FM Radio                      | Ja                                  | Ja                                  |
| Miracast                 | Miracast                      | Ja                                  | Ja                                  |
| Digitale TV              | Digitale TV                   | Nee                                 | Nee                                 |
| Continuum                | Continuum                     | Nee                                 | Nee                                 |
| Batterij                 | Batterij                      | Lumia 730                           | Lumia 735                           |
| Capaciteit (mAh)         | Capaciteit (mAh)              | 2220                                | 2220                                |
| Model                    | Model                         | BV-T5A 3,8V                         | BV-T5A 3,8V                         |
| Verwijderbaar            | Verwijderbaar                 | Ja                                  | Ja                                  |
| Qi draadloos opladen     | Qi draadloos opladen          | Nee                                 | Ja                                  |
| Batterijvermogen (uur)   | Standby                       | 600                                 | 600                                 |
| Batterijvermogen (uur)   | Muziek playback               | 60                                  | 60                                  |
| Batterijvermogen (uur)   | Video playback                | 9                                   | 9                                   |
| Batterijvermogen (uur)   | Video opname                  | n/a                                 | n/a                                 |
| Batterijvermogen (uur)   | Wifi netwerk browsen          | 10,5                                | 10,5                                |
| Batterijvermogen (uur)   | 3G netwerk browsen            | 8,5                                 | 8,5                                 |
| Batterijvermogen (uur)   | Beltijd (2G)                  | 22                                  | 22                                  |
| Batterijvermogen (uur)   | Beltijd (3G)                  | 17                                  | 17                                  |
| Batterijvermogen (uur)   | Beltijd (4G)                  | Geen 4G                             | n/a                                 |
| Technologie              | Technologie                   | Lithium-ion                         | Lithium-ion                         |
| Camera                   | Camera                        | Lumia 730                           | Lumia 735                           |
| Camera aan de voorzijde  | Apertuur                      | ƒ/2,4                               | ƒ/2,4                               |
| Camera aan de voorzijde  | Megapixel                     | 5                                   | 5                                   |
| Camera aan de voorzijde  | Videoresolutie                | FHD (1080×1920) in 30 fps           | FHD (1080×1920) in 30 fps           |
| Hoofdcamera              | Autofocus                     | Ja                                  | Ja                                  |
| Hoofdcamera              | Apertuur                      | ƒ/1,9                               | ƒ/1,9                               |
| Hoofdcamera              | 35mm equivalent (mm)          | 26 mm                               | 26 mm                               |
| Hoofdcamera              | Megapixel                     | 6,7                                 | 6,7                                 |
| Hoofdcamera              | Sensorgrootte (inch)          | 1/3,4 (7,47 mm)                     | 1/3,4 (7,47 mm)                     |
| Hoofdcamera              | Videoresolutie                | FHD (1080×1920) in 30 fps           | FHD (1080×1920) in 30 fps           |
| Hoofdcamera              | Carl Zeiss Optics             | Ja                                  | Ja                                  |
| Hoofdcamera              | Zoom                          | 4×                                  | 4×                                  |
| Hoofdcamera              | Flits                         | Ja                                  | Ja                                  |
| Hoofdcamera              | Optische beeldstabilisatie    | Nee                                 | Nee                                 |
| Hoofdcamera              | Cameraknop                    | Nee                                 | Nee                                 |
| Hoofdcamera              | Digital Negative image format | Nee                                 | Nee                                 |
| Sensoren                 | Sensoren                      | Lumia 730                           | Lumia 735                           |
| Windows Hello            | Vingerafdruk Scanner          | Nee                                 | Nee                                 |
| Windows Hello            | Infrarood Iris Scanner        | Nee                                 | Nee                                 |
| Microfoons               | Microfoons                    | 2                                   | 2                                   |
| Cortana                  | Cortana ondersteuning         | Ja                                  | Ja                                  |
| Cortana                  | “Hey Cortana” oproep          | Via tweak                           | Via tweak                           |
| Accelerometer            | Accelerometer                 | Ja                                  | Ja                                  |
| Omgevingslichtdetector   | Omgevingslichtdetector        | Ja                                  | Ja                                  |
| Nabijheidssensor         | Nabijheidssensor              | Ja                                  | Ja                                  |
| Magnetometer             | Magnetometer                  | Ja                                  | Ja                                  |
| Gyroscoop                | Gyroscoop                     | Nee                                 | Nee                                 |
| Barometer                | Barometer                     | Nee                                 | Nee                                 |
| SensorCore               | SensorCore                    | Ja                                  | Ja                                  |

### Modelvarianten
| Naam     | 730 DS       | 735         | 735             | 735              | 735              |
| Model    | RM-1040      | RM-1038     | RM-1039         | RM-1041          | RM-1078          |
| -------- | ------------ | ----------- | --------------- | ---------------- | ---------------- |
| Regio    | Globaal      | Globaal     | Latijns-Amerika | Verenigde Staten | Verenigde Staten |
| 3G       | Band 1/2/5/8 | Band 1/5/8  | Band 1/2/4/5    | Band 2/5         | Band 2/5         |
| 4G       | Geen 4G      | Band 3/7/20 | Band 2/4/5/7/17 | Band 4/13        | Band 25/26/41    |
| NFC      | Ja           | Ja          | Ja              | Ja               | Ja               |
| DTV      | Nee          | Nee         | Nee             | Nee              | Nee              |
| Dual Sim | Ja           | Nee         | Nee             | Nee              | Nee              |

## Opmerkingen
1. ↑  Windows 10 Mobile is vereist